# Ochrodota constellata
Ochrodota constellata är en fjärilsart som beskrevs av Paul Dognin 1909. Ochrodota constellata ingår i släktet Ochrodota och familjen björnspinnare. Inga underarter finns listade i Catalogue of Life.